# Mahlerhammer
En mahlerhammer er et musikinstrument lavet til opførelsen af den østrigske komponist Gustav Mahlers 6.symfoni, den tragiske. Oprindeligt havde Mahler tænkt sig en stor forhammer hamret ned i gulvet, men af praktiske grunde har man siden konstrueret forskellige variationer, der generelt er en stor trækasse, som man slår på med en træhammer eller en trækølle.
Andre komponister har også brugt mahlerhammeren især som en henvisning til Mahler og det tragiske. Arnold Schönberg i operaen Die glückliche Hand og Alban Berg i sine tre orkesterstykker.